# 캐딜락스 앤 다이노소어즈
《캐딜락스 앤 다이노소어즈》(Cadillacs and Dinosaurs)는 캡콤이 제작한 1993년 아케이드 게임이다. 미국의 만화 《제노조익 테일즈》를 원작으로 한 애니메이션 시리즈 《캐딜락을 탄 전사》에 기반했다. 일본에선 《캐딜락스 공룡신세기》(キャディラックス 恐竜新世紀)라는 제목으로 출시됐다.
캡콤이 1989년에 발매했던 《파이널 파이트》의 영향을 받은 최대 3인이 동시플레이가 가능한 진행형 격투 게임이다. 인간과 공룡이 공존하는 26세기 대체미래를 무대로, 생태계를 위협하는 밀렵꾼 집단을 상대하는 영웅들의 이야기를 다뤘다.